# Themisztiosz
Themisztiosz (Θεμίστιος, 317–388) görög szónok. A szónokláson kívül politikával, irodalommal és filozófiával is foglalkozott.